# Конрад Левандовський
Конрад Левандовський (пол. Konrad T. Lewandowski, 1 квітня 1966, Варшава) — польський письменник-фантаст, автор детективних творів, філософ, журналіст, публіцист та редактор.

## Біографія
Конрад Левандовський народився у Варшаві. За освітою він є інженером-хіміком і доктором філософії. За релігійними переконаннями Левандовський є слов'янським рідновіром, у 2015—2018 роках він був членом «Рідної польської церкви». З початку 90-х років XX століття він співпрацював із низкою журналів, зокрема «Nowa Fantastyka», «Przegląd Techniczny», «Cogito», «Sprawy Nauki», «Skandale».
Як письменник Конрад Левандовський отримав найбільше визнання читачів за цикл пригодницько-фантастичних творів про пригоди журналіста вигаданої газети «Посолоджені новинки» (пол. Obleśne Nowinki) Радослава Томашевського, а також за цикл творів «Сага про котолака», в яких розповідається про фантастичну істоту, подібну до вовкулаки, яка може обертатись із людини не вовком, а велетенським котом. Він також є автором 5 детективних романів із спільним головним героєм — надкомісаром Єжи Дрвенцьким, дія яких відбувається у міжвоєнний час у Польщі; а також автором історично-пригодницької трилогії «Бурштинове королівство» (пол. Bursztynowe Królestwo), дія якої відбувається на підросійській частині Польщі на межі XIX—ХХ соліть, головним героєм якої є старший лейтенант Сергій Лавендовський, за національністю поляк, який підтримує царську владу.
Конрад Левандовський також співпрацював із мистецьким журналом «Lampa», додатком до журналу «Nowa Fantastyka» «Czas Fantastyki», а також із варшавським Народним культурним центром (співпрацював із ним у проекті відзначення 150-ї роковини Січневого повстання, результатом якого став його роман «Орел біліший, ніж голубка» (пол. Orzeł bielszy niż Gołębica), написаний у стилі стимпанку, а також відзнятий короткометражний фільм).
Конрад Левандовський є автором філософської системи, подібної до томістичної метафізики, в якій він запропонував онтологічну теорію дійсності, яка заснована на так званому «Принципі Дотримання Вільного Вибору». Основи цієї теорії описані Левандовським у книзі «Похвала єресі», обговорення якої відбулося 31 травня 2012 року в Ягеллонському університеті. Він також часто дискутує з питань метафізики в дискусійних інтернет-групах. У мережі Інтернет та особистому житті письменник використовує псевдонім «Пшеводас».
У 1992 році Сілезький клуб фантастики присудив Конраду Левандовському антинагороду «Золотий Метеор» за агресивний опис конвенту в журналі «Skandale». У 1995 році письменник отримав Меморіальну премію імені Януша Зайделя за оповідання «Записник 2015» (пол. Noteka 2015), окрім цього, ще 6 разів номінувався на цю премію. Проте пізніше Левандовський вступив у конфлікт із особами, які обирають лауреатів премії, а в 2004 році він написав відкритого листа до Ядвіги Зайдель, вдови письменника, щоб вон прибрала ім'я Зайделя із назви нагороди, а також відійти від патронату нагороди.
У квітні 2018 року Конрад Левандовський став лауреатом конкурсу, який проводила польська компанія з виробництва озброєння, на кращий твір з тематики національно-визвольних змагань для молоді, його роман «Броньовані орлята» (пол. Pancerne Orlęta) зайняв на конкурсі третє місце.
У жовтні 2018 року Конрад Левандовський на XXV церемонії з нагоди вручення Загальнопольської літературної премії імені Корнеля Макушинського отримав нагороду читацьких симпатій у вигляді козлика за книжку «Чорт і спілка. Нові пригоди чорта із сьомого класу» (пол. Szatan i spółka. Dalsze przygody szatana z siódmej klasy).

## Вибрана бібліографія

### Сага про котолака
- Шлях котолака (пол. Trop kotołaka, 1998)
- Ксін-хижак (пол. Ksin Drapieżca, 2003)
- Похід котолака (пол. Wyprawa kotołaka, 2003)
- Ксін (пол. Ksin, 1991)
- Трояндоока (пол. Różanooka ,1992)
- Ксін-кочівник (пол. Ksin koczownik, 2006)
- Людське тепло (пол. Ludzkie ciepło, оповідання, 2007)
- Ксін на болотах часу (пол. Ksin na Bagnach Czasu, 2017)

### Цикл «Огарок для диявола»
- Огарок для диявола. Чорна верба (пол. Diabłu ogarek. Czarna wierzba, 2011)
- Огарок для диявола. Колонна Зигмунта (пол. Diabłu ogarek. Kolumna Zygmunta, 2012)
- Огарок для диявола. Остання шана (пол. Diabłu ogarek. Ostatni hołd, 2013)

#### Далекосхідна трилогія
- Бурштинове королівство (пол. Bursztynowe Królestwo, 2009)
- Афганський Зевс (пол. Afgański Zeus, 2011)
- Герої відроджуються (пол. Bohaterowie się odradzają, 2012)

### Детективний цикл із комісаром Єжи Дрвенцьким
- Магнетизер (пол. Magnetyzer, 2007)
- Богині з лабрадориту (пол. Bogini z labradoru, 2007)
- Електричні перли (пол. Elektryczne perły, 2008)
- Ситцева засідка (пол. Perkalowy dybuk, 2009)
- Сілезька доброчинність (пол. Śląskie dziękczynienie, 2010)
- Румунські кавуни (пол. Rumuńskie kawony, 2015)

#### Інші романи
- Міст над безоднею (пол. Most nad Otchłanią, 1995)
- Королева Жанна д'Арк (пол. Królowa Joanna d'Arc, 2000)
- місія Рамзеса Великого (пол. Misja Ramzesa Wielkiego, 2001)
- Чорний психоз (пол. Czarna psychoza, 2005)
- Ангели повинні піти (пол. Anioły muszą odejść, 2011)
- Фараон вампірів (пол. Faraon wampirów, 2012, електронне видання)
- Орел біліший, ніж голубка (пол. Orzeł bielszy niż gołębnica, 2013)
- Посланниця богині (пол. Wysłanniczka bogini, 2014)